# Phthonosema ijimai
Phthonosema ijimai är en fjärilsart som beskrevs av Inoue 1955. Phthonosema ijimai ingår i släktet Phthonosema och familjen mätare. Inga underarter finns listade i Catalogue of Life.